# 七生隊
七生隊（しちせいたい）は、明治初年、久留米藩士らによって結成された隊（グループ、集団）である。

## 概要
王政復古ののち、久留米藩内においては、明治新政府の進取的な政策を快く思わない者も多く、ついに楠木正成の「七たび生まれ変わって逆賊をほろぼし国に報いる」という言葉を慕って、「七生隊」を組織した。
高良山に拠って、政体一致、攘夷決行のさきがけとなることを図ったが、計画は未然に発覚し、巡察使、弾正台の審理に付せられた。明治4年（1871年）、藩士は閉門、小河真文は斬首、水野正名は無期禁錮に処せられた（久留米藩難事件）。